# Centropogon vulpinus
Centropogon vulpinus är en klockväxtart som beskrevs av Franz Elfried Wimmer. Centropogon vulpinus ingår i släktet Centropogon och familjen klockväxter. Inga underarter finns listade i Catalogue of Life.